# Présence de la mort
Présence de la mort est un roman de Charles-Ferdinand Ramuz publié en 1922.

## Historique
Présence de la mort est un roman de Charles-Ferdinand Ramuz (1878 † 1947), édité en novembre 1922 par les Éditions Georg.

Comme dans Les Signes parmi nous et comme l'indique l'exergue de l'édition de 1922 : « En souvenir d'un été où on a pu croire que ce serait ça. », les températures caniculaires de l'été 1921 sont le point de départ d'une fiction apocalyptique sur les bords du Léman.

## Résumé
«Par un accident survenu dans le système de la gravitation, rapidement la terre retombe au soleil et tend à lui pour s'y refondre.» La nouvelle venant d'Amérique ne trouble pas outre mesure les habitants du bord du lac. Mais bientôt, il fait rudement chaud, même pour les frères Panchaud sur leur bateau...

## Éditions en français
- Présence de la mort, publiée en novembre 1922 par les Éditions Georg, à Genève.
- Présence de la mort, datée de 1941 dans le douzième volume des Œuvres complètes aux Éditions Mermod, à Lausanne.

## Roman graphique
- Karen Ichters, Présence de la mort. D'après le roman de C.F. Ramuz, Lausanne, Éd. Helvetiq (sic), 2025, 102 p.  (ISBN 978-2889-77032-8) [Présentation en ligne sur le site de l'éditeur]